# Aryjan Tiutrin
Aryjan Innokientjewicz Tiutrin (ros. Арыйан Иннокентьевич Тютрин; ur. 23 listopada 1994) – rosyjski, a od 2021 roku białoruski zapaśnik startujący w stylu wolnym. Brązowy medalista mistrzostw świata w 2021, a także mistrzostw Europy w 2025. Pierwszy w Pucharze Świata w 2019. Trzeci na mistrzostwach Rosji w 2014, 2016 i 2018 roku.